# Warthill
Warthill is een civil parish in het bestuurlijke gebied Ryedale, in het Engelse graafschap North Yorkshire met 240 inwoners.